# Goravinapura, Kanakapura
Goravinapura là một làng thuộc tehsil Kanakapura, huyện Ramanagara, bang Karnataka, Ấn Độ.